# Liste der Biografien/Valg
Liste der Biografien |
Portal Biografien |
Personensuche
# |
A |
B |
C |
D |
E |
F |
G |
H |
I |
J |
K |
L |
M |
N |
O |
P |
Q |
R |
S |
T |
U |
V |
W |
X |
Y |
Z |
?
 
Va |
Vd |
Ve |
Vh |
Vi |
Vj |
Vl |
Vn |
Vo |
Vr |
Vs |
Vt |
Vu |
Vy
 
Vaa |
Vab |
Vac |
Vad |
Vae |
Vaf |
Vag |
Vah |
Vai |
Vaj |
Vak |
Val |
Vam |
Van |
Vap |
Vaq |
Var |
Vas |
Vat |
Vau |
Vav |
Vaw |
Vax |
Vay |
Vaz
 
Vala |
Valb |
Valc |
Vald |
Vale |
Valf |
Valg |
Valh |
Vali |
Valj |
Valk |
Vall |
Valm |
Valn |
Valo |
Valp |
Valq |
Vals |
Valt |
Valu |
Valv |
Valy |
Valz
Die Liste der Biografien führt alle Personen auf, die in der deutschsprachigen Wikipedia einen Artikel haben. Dieses ist eine Teilliste mit 13 Einträgen von Personen, deren Namen mit den Buchstaben „Valg“ beginnt.

## Valg

### Valga
- Valgaeren, Joos (* 1976), belgischer Fußballspieler
- Valgardson, W. D. (* 1939), kanadischer Schriftsteller und Hochschullehrer isländischer Herkunft

### Valge
- Valgeir Lunddal Friðriksson (* 2001), isländischer FußballspielerValgeir Lunddal Friðriksson (* 2001)

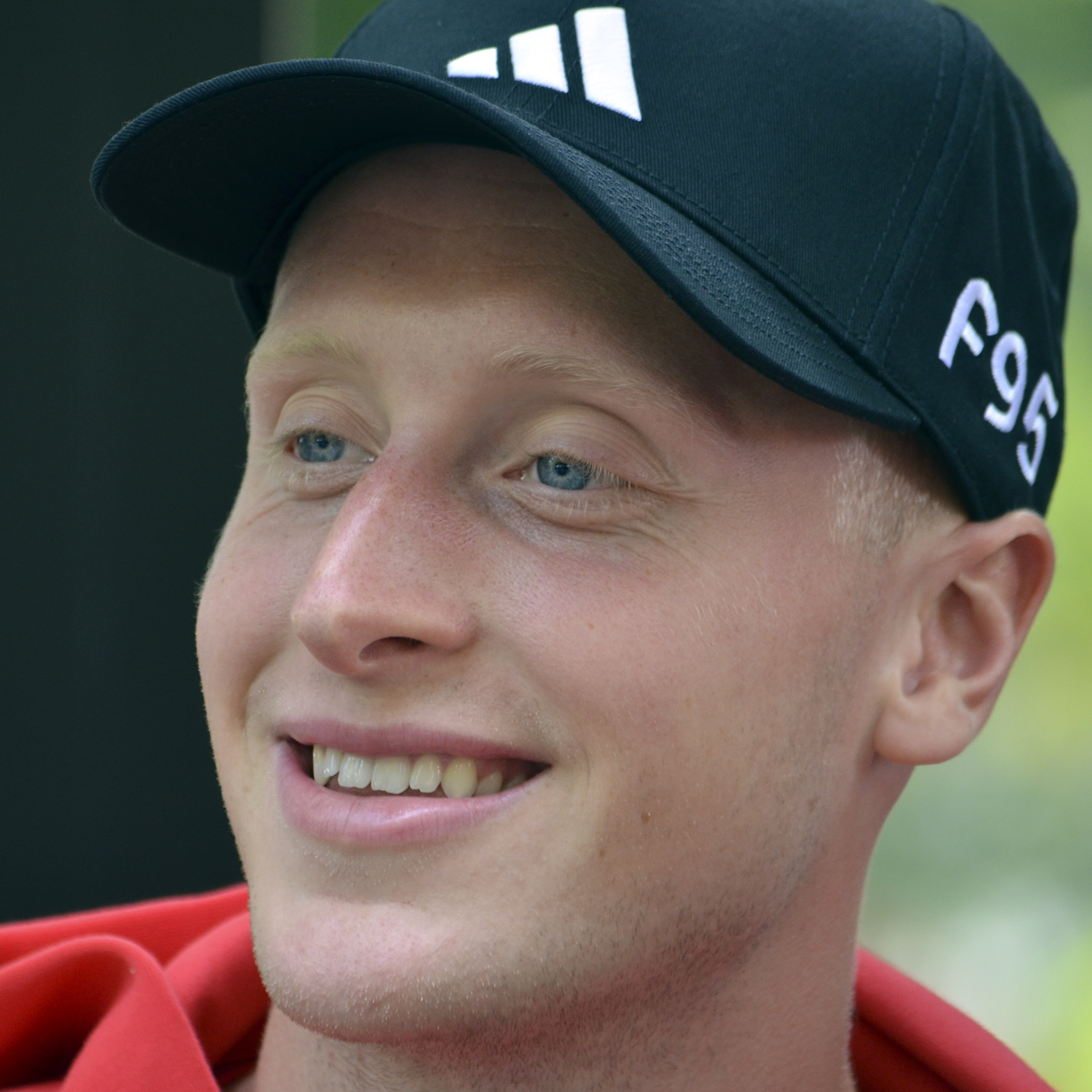
Valgeir Lunddal Friðriksson (* 2001)

- Valgerður Bjarnadóttir (* 1950), isländische Politikerin (Allianz)
- Valgerður Gunnarsdóttir (* 1955), isländische Politikerin (Unabhängigkeitspartei)
- Valgerður Sverrisdóttir (* 1950), isländische Politikerin

### Valgi
- Valgius Rufus, Gaius, römischer Schriftsteller

### Valgm
- Valgmaa, Reet (* 1952), estnische Badmintonspielerin
- Valgmaa, Riina (* 1952), estnische Badmintonspielerin

### Valgo
- Valgolio, Damiano (* 1981), deutscher Rechtsanwalt und Politiker (Die Linke), MdA

### Valgr
- Valgre, Raimond (1913–1949), estnischer Komponist und Unterhaltungsmusiker
- Valgreen, Lisbeth (* 1978), dänische Eskimologin und Schriftstellerin
- Valgren, Michael (* 1992), dänischer Radrennfahrer